# Рудольф Урбанчич
Рудольф Урбанчич (нім. Rudolf Urbantschitsch; 28 квітня 1879, Відень, Австро-Угорщина — 18 грудня 1964, Кармел-бай-те-Сі, США) — австро-американський психолог і письменник.

## Біографія
Народився в 1879 році в родині відомого отоларинголога Віктора Урбанчича, який був його батьком. Він дядько диригента та композитора Віктора Урбанчича та дідусь по материнській лінії актора Крістофа Вальца. У 1908 році, після проходження курсу медицини і отримання дозволу на ведення лікарської практики, відкрив у віденському районі Веринг санаторій з лікування нервових захворювань і хвороб, пов'язаних з порушенням обміну речовин. Серед пацієнтів санаторію були, серед інших: Лаза Костич, Зигмунд Фрейд, Герман Брох, Адольф Лоос, Мустафа Ататюрк. Санаторій, де використовувалися найсучасніші на той період методи лікування, функціонував до 1940 року.
У той же час Р. Урбанчич познайомився з психоаналізом та ідеями Фрейда і вступив до Віденського психологічного товариства, заснованого Зигмундом Фрейдом у 1902 році як «Психологічне товариство щосереди». Він став настільки активно пропагувати психоаналіз, що влада почала погрожувати йому закриттям санаторію. В результаті, за наполяганням Фрейда, Рудольф Урбанчич залишив членство у даному товаристві.
У 1924 році вийшла друком головна наукова праця Урбанчича «Психоаналіз», перевидана повторно у 1928 році в Лондоні під назвою «Психоаналіз для всіх».
У Німеччині, після приходу нацистів до влади, книги Р. Урбанчича були включені до переліку книг, які підлягають спаленню.
У 1936 році Урбанчич іммігрував до США, де зайнявся популяризацією психоаналізу психоаналітиком, викладачем психоаналізу, а також автором статей, які зробили значний внесок у розвиток американського психоаналізу.
У 1952 році випустив книгу «Досконалий секс і щасливе подружжя», у якій висунув теорію потоку біоенергії, що виникає в момент переривання оргазму з метою продовження статевого акту. Дана робота базувалася на дослідженнях Джона Вільяма Ллойда, Еліс Банкер Стокхем, а також на окремих положеннях тантри.
Крім робіт із психоаналізу та неврології, Рудольф Урбанчич також писав художні твори, зокрема, оповідання і драми.
Відоме висловлювання Р. Урбанчича: «Невроз — це герб культури».

## Вибрані твори
- Innere Sekretion. Wien, 1922.
- Psychoanalyse ihre Bedeutung und ihr Einfluss auf Jugenderziehung, Kinderaufklärung, Berufs- und Liebeswahl. Wien und Leipzig, 1924.
- Psychoanalyse. Wien, 1924 (überarbeitet 1928 in englischer Übersetzung «Psycho-Analysis for All» in London erschienen).
- Moderne Kindererziehung. Wien, 1925.
- Probleme der Seele. Wien und Leipzig, 1926.
- Selbsterkenntnis mit Hilfe der Psychoanalyse. Wien und Leipzig, 1926.
- Wege zur Lebensfreude. Wien und Leipzig, 1927.
- Praktische Lebenskunde — Vom Weltall zum Ich. Zürich, unter anderem 1931.
- Sex Perfection and Marital Happiness. — Rider & Co, 1952.